# Synaphobranchus capensis
Espèce
Synaphobranchus capensis est une espèce de poissons téléostéens serpentiformes.